# Inhotim
Inhotim é uma parte do distrito de Conceição de Itaguá (mais conhecido como Brumado), no município de Brumadinho, em Minas Gerais, no Brasil.

## Topônimo
"Inhotim" é oriundo do nome do antigo proprietário de terras na região, um geólogo inglês conhecido apenas como Timothy ou Tim, que, no século XIX, instalou-se  nos arredores da cidade. O tratamento dado ao proprietário partiu de "senhor Tim", derivando para o típico da época "Nhô Tim", que se tornou, finalmente, "Inhotim", denominação que se estendeu à sua fazenda - como "Vila do Inhotim" - e acabou por dar nome à localidade.

## Centro de Arte Contemporânea Inhotim
A partir de 2006, a área se tornou muito conhecida por abrigar o Centro de Arte Contemporânea Inhotim, considerado o maior centro de arte contemporânea a céu aberto da América Latina. À área de visitação, com aproximadamente 100 hectares cercados de mata nativa, foi dado tratamento paisagístico; por entre jardins e lagos ornamentais, distribuem-se pavilhões e galerias de arte, além de edificações de apoio. O Centro também abriga um jardim botânico com mais de 4 000 espécies.